# 第147师团
第147师团（Dai-hyakuyonjūnana Shidan）是日本帝国陆军的一个步兵师团。它的代号是护北兵团（Koho Heidan）。该师团于1945年2月28日在旭川组建。

## 行动
最初，第147师团一直留在原第77师团的驻地苫小牧。第147师团组建完成后，分配到新组建的第52军，派往千叶县茂原。
第147师团的主要任务是海防。除了遭到空袭外，该师直到1945年8月15日日本投降，都没有进行任何战斗。
第147师团组建期间装备严重短缺。七个人中只有一个人有步枪，其余只能用竹矛和用旭川电铁的铁轨锻造的刺刀。 
第426步兵团团长田村泰一，被远东国际军事法庭因他在一宫町事件过程中杀死被击落的盟军飞行员而判处死刑。